# Фабянув (Плешевський повіт)
Фабянув (пол. Fabianów) — село в Польщі, у гміні Добжиця Плешевського повіту Великопольського воєводства.
Населення — 647 осіб (2011).
У 1975-1998 роках село належало до Каліського воєводства.

## Демографія
Демографічна структура станом на 31 березня 2011 року:
|          | Загалом | Допрацездатний вік | Працездатний вік | Постпрацездатний вік |
| -------- | ------- | ------------------ | ---------------- | -------------------- |
| Чоловіки | 267     | 59                 | 184              | 24                   |
| Жінки    | 380     | 60                 | 216              | 104                  |
| Разом    | 647     | 119                | 400              | 128                  |